# Palazzo Courtial
Der Palazzo Courtial befindet sich im römischen Stadtteil Gianicolo, unmittelbar südlich der Piazza San Pietro. Er ist im exterritorialen Besitz des Heiligen Stuhls. 
Neben dem Apostolischen Rat für Religiöse Kunst und Musik und der Philippinischen Botschaft beim Heiligen Stuhl beherbergt das ehemalige Augustiner-Kloster auch das einzige vatikanische Hotel, die Residenza Paolo VI.
Koordinaten: 41° 54′ 3,3″ N, 12° 27′ 25,8″ O